# Konsensus
Konsensus, konsens (od łac. consensus, czyli zgoda) – w wąskim rozumieniu synonim pojęcia określającego zgodę powszechną między członkami danej społeczności. W rozumieniu szerszym jest to również teoria i praktyka osiągania takiej zgody, a więc proces dochodzenia do konsensusu w znaczeniu węższym.
Proces dochodzenia do konsensusu wymaga poważnego traktowania przemyślanej opinii każdego z członków społeczności. Ważnym elementem jest tu zaufanie, jakie żywi społeczność wobec przyszłych działań jej członków. Z drugiej strony ci, którzy chcą podjąć określone działania, często pragną usłyszeć opinie osób o odmiennym zdaniu, gdyż zdają sobie sprawę z tego, że ewentualna dyskusja powiększy zakres zgody. Działania bez rozważenia opinii przeciwnych powinny być rzadkie i podejmowane w taki sposób, by ewentualne napięcia między członkami społeczności były jak najmniejsze.

## Zasada konsensusu w organizacjach międzynarodowych
Definicja według E. Latoszek, M. Proczek:
procedura ta oznacza odejście od formalnego głosowania na rzecz osiągania porozumienia drogą negocjacji. Do najważniejszych należy zaliczyć fakt, że wszystkie kraje biorą udział w równym stopniu w procesie podejmowania decyzji. Wadą jest niewątpliwie to, że zbyt długo może trwać proces podejmowania decyzji, zbyt ogólne sformułowanie decyzji daje możliwość dużej dowolności interpretacji.

## Konsensus jako myślenie kolektywne
Istnieje bliski związek między konsensusem a opinią ogółu. Należy jednak pamiętać, że to ostatnie dopuszcza pewien stopień zróżnicowania poglądów i w sytuacjach, gdy wymagane jest podejmowanie wspólnych działań, różnice te mogą się ujawniać. Analogie między konsensusem a tworzeniem inteligencji grupowej są przedmiotem osobnych rozważań.
Niniejszy artykuł poświęcony jest pojęciu konsensusu w ogóle i nie omawia tej problematyki w polityce czy ekonomii, gdzie wymagane jest podejmowanie określonych działań.
W odróżnieniu od kompromisu, konsensus zakłada raczej współpracę niż uzgadnianie stanowiska w toku ścierania się przeciwstawnych poglądów. Osiąganie konsensusu polega zatem na wypracowaniu wspólnego stanowiska przez wszystkich i dla wszystkich członków społeczności, a nie osiąganie go drogą wzajemnych ustępstw. To ostatnie często sprowadza się bowiem do swoistego „handlu wymiennego” na zasadzie „coś za coś”. W przeciwieństwie do tego, rzeczywisty konsensus wymaga budowy dobrych stosunków między członkami społeczności tak, by możliwe było wypracowanie zgody powszechnej.

## Modele konsensusu
Punktem wyjścia dla budowy prostego matematycznego modelu konsensusu jest założenie normalnego rozkładu opinii w grupie, zależnego od jednego parametru.
W tej sytuacji można przyjąć, że krokiem wstępnym do osiągnięcia konsensusu będzie wysłowienie wszystkich opinii różniących się od średniej zgodnie z regułą trzech sigm – oczywiście za podstawę można przyjąć inny akceptowany zakres rozrzutu opinii.
Następny etap to próba zrozumienia różnych opinii (odpowiadających różnym wartościom parametru) i znalezienie nowych parametrów w wielowymiarowej przestrzeni wszystkich możliwych decyzji, które pozwolą zastąpić parametr odpowiedzialny za brak konsensusu pożądanym rozwiązaniem z wielowymiarowej przestrzeni parametrów.
Przydatność takiego modelu i jego konsekwencje są przedmiotem badań teorii podejmowania decyzji.
Krytycy powyższego modelu zauważają, że nie oddaje on całości zmian opinii i porozumień, a zmierzone siła lub stopień przekonania nie są ściśle skorelowane z chęcią podejmowania działań przez jednostki. W grupach społecznych, które swe działania opierają na akcjach bezpośrednich, odzwierciedleniem poziomu konsensusu jest chęć członków grupy do narażania się na niebezpieczeństwa podczas demonstracji czy blokad. W historii ruchów ekologicznych, pokojowych czy robotniczych takie „wykazywanie” się członków było czasem praktykowane. Niektóre z nich nie wprowadzały żadnych formalizmów w swej działalności, inne jednak wypracowały szczegółowe metody osiągania konsensusu.
Zazwyczaj przydatność formalnych modeli konsensusu ograniczona jest do przypadków, w których działanie jest ściśle kontrolowane odgórnie, na przykład w hierarchii wojskowej lub w zespole podobnych programów komputerowych wywoływanych na kontrolowanym przez nie sprzęcie.
Wyobrażenia na temat konsensusu różnią się zupełnie w przypadku działań grup niezależnych jednostek ludzkich, działań osób zobowiązanych do bezwzględnego wykonywania poleceń, czy wreszcie prześladowanych za jakikolwiek przejaw nieposłuszeństwa.
Sformalizowane sposoby dochodzenia do zgody mogą skierować konsensus w kierunku myślenia grupowego poprzez to, że opinie osób odrzucających formalizmy mogą nie być brane pod uwagę. Klasycznym przykładem jest pokojowy ruch przeciwko doktrynie wzajemnego odstraszania z okresu zimnej wojny, która wynikała z rozważań opartych na teorii gier. Efektem tej doktryny było przeznaczanie olbrzymich środków na program zbrojeń jądrowych, który, przynajmniej w przypadku Związku Sowieckiego, a następnie Rosji, doprowadził do problemu przechowywania odpadów radioaktywnych. Ze względu na obowiązujący model polityki, uwagi aktywistów pokojowych nie były w ogóle brane pod uwagę.

## Wady
Ekonomiści i analitycy polityczni wskazali na szereg problemów podczas podejmowania decyzji opartych na konsensusie. Sztywne domaganie się konsensusu może doprowadzić do powstania wąskiej grupy interesów, która poprzez veto blokować będzie podejmowanie decyzji. Decydowanie w oparciu o konsensus jest również bardzo czasochłonne i w sytuacjach wymagających szybkiego działania może być nieprzydatne. W niektórych przypadkach może również prowadzić do syndromu myślenia grupowego, kiedy ludzie zmieniają swe decyzje na podstawie przypuszczeń co do poglądów innych osób na temat ich przekonań. Dochodzi wówczas do zgodnego podejmowania decyzji, której żaden z uczestników z osobna nie uznałby za rozsądną. Innym niebezpieczeństwem jest zdominowanie procesu decydowania przez grupę jednostek o silnej osobowości. W końcu, konsensus jest niemożliwy w sytuacjach, gdy interesy stron są zwyczajnie nie do pogodzenia.
Każdy z opisanych tu przypadków może utrudnić osiągnięcie konsensusu, jednak daje się temu zapobiegać – na przykład okres dochodzenia do niego można skrócić, wykorzystując skuteczne mediacje.

## Przykłady z informatyki
Wśród organizacji skupionych w IETF stosowana jest zasada „zgrubnego konsensusu i już działającego kodu”. Jest ona podstawą dla standaryzacji rozwiązań i dowiodła już swojej przydatności, zwłaszcza dla standaryzacji protokołów wymiany danych między komputerami.
W informatyce termin „konsensus” używany jest czasem w odniesieniu do problemu uzyskania zgodności między węzłami systemu rozproszonego. Uzyskanie konsensusu napotyka tu rozmaite trudności, szczególnie gdy zwiększa się liczba węzłów, lub spada niezawodność połączeń między nimi.
Niektóre rodzaje oprogramowania wiki mogą być również traktowane jako infrastruktura dla osiągnięcia konsensusu w obrębie projektu.

## Przykłady niekonsensusu
Ocena artykułów nadsyłanych do czasopism naukowych nie jest oparta na konsensusie. Recenzenci wydają swoje opinie niezależnie i nie ma wymogu wypracowania wspólnej oceny pracy.
Podobnie jest podczas orzekania przez Trybunał Konstytucyjny. Ogłaszany wyrok nie zawsze jest zgodny ze zdaniem pojedynczych członków składu orzekającego. Po ogłoszeniu wyroku sędziowie ci mogą wygłosić tzw. zdanie odrębne.